# Hametz

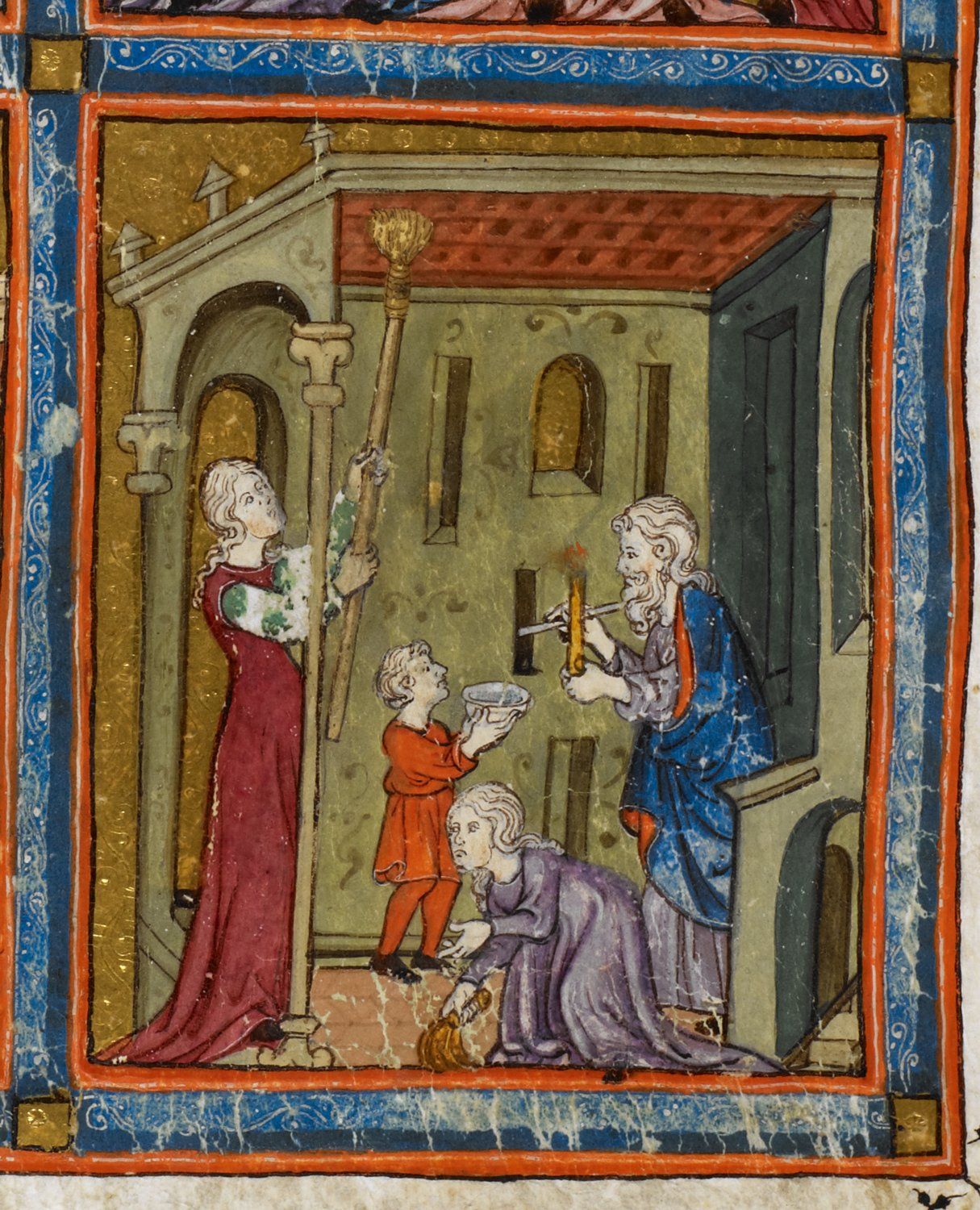
Nettoyage de Pessah par les femmes et recherche du 'hametz avec la prière Bedikat 'hametz par les hommes, v. 1320

Hametz (חמץ Tibérien [ħaˈmesʕ]) ou Hometz (prononciation ashkénaze: [ˈχɔmɛts]) est le terme hébraïque pour « [pain] levé », obtenu par fermentation, au contact de l'eau, de l'un des cinq types de céréales (blé, orge, avoine, seigle, épeautre) mentionnés dans le Talmud. Généralement associé à la fête juive de la Pâque dite Pessa'h, il est également mentionné dans les oblations de farine, et désigne dans les deux cas une nourriture strictement interdite à la consommation. 
La Torah montre en plusieurs commandements l'interdiction du 'hametz pendant Pâque: 
- Le commandement positif d'ôter tout le 'hametz de sa maison (Exode 12:15)
- Celui de ne pas posséder de hametz (Exode 12:19,  Deutéronome 16:4)
- Celui de pas consommer de 'hametz ou des mélanges contenant du 'hametz (Exode 13:3, 12:20, Deutéronome 16:3).

La Loi juive interdisant d'en posséder, d'en consommer ou d'en tirer bénéfice durant la Pâque, il en est venu à désigner l'antonyme de « cacher Le Pessa'h » au cours de la période de Pessa'h.  
La transgression des commandements qui s'y rapportent entraîne le retranchement spirituel du sein du peuple d'Israël.

## Céréales sources de Hametz
La Mishna mentionne 5 espèces de céréales. Les commentateurs ont fourni des traductions usuelles, en particulier Rachi pour la langue française. Le chercheur israélien Yehuda Feliks, spécialisé dans l'identification des espèces bibliques et talmudiques, a proposé d'autres identifications, sur la base d'études étymologiques, et de la connaissance des plantes qui poussaient à l'époque de la Bible au proche-orient. 

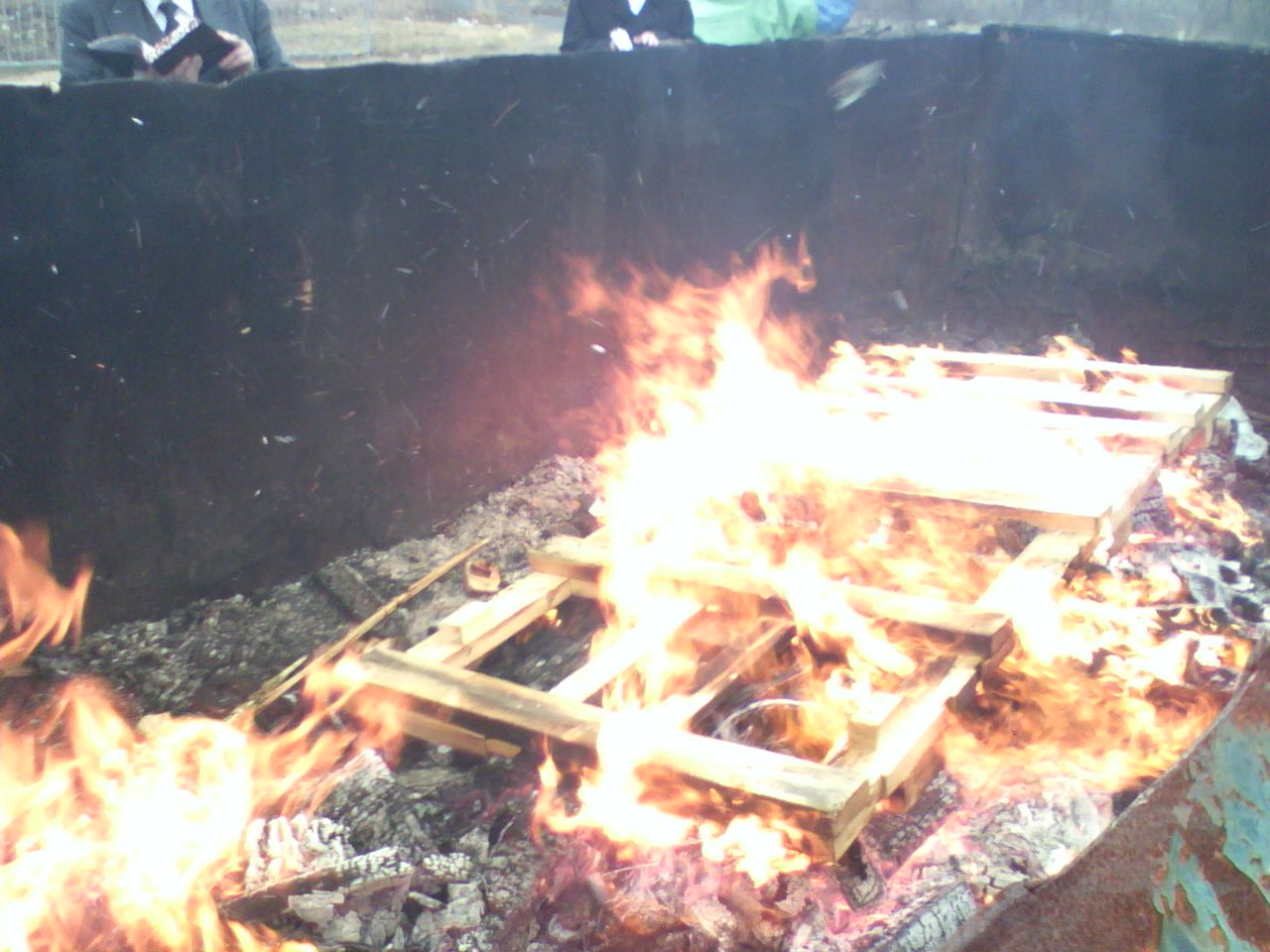
Biour 'hametz public

| Nom hébraïque | Traduction usuelle                                     | Traduction de Yehuda Feliks |
| ------------- | ------------------------------------------------------ | --------------------------- |
| חיטה          | Blé dur, Triticum durrum Blé tendre, Triticum aestivum | Idem                        |
| שעורים        | Orge, Hordeum vulgare                                  | Orge à six rangs            |
| שיפון         | Seigle, Secale cereale                                 | Engrain, Triticcum monocum  |
| כוסמין        | Petit épeautre, Triticum spelta                        | Amidonnier                  |
| שיבולת שועל   | Avoine, avena sativa                                   | Orge à deux rangs           |

## Traditions
La recherche du 'hametz (démarche symbolique) a lieu à la bougie la veille du premier jour de Pessah, et est suivie d'une prière appelée Bedikat 'hametz.
Tout ce qui est trouvé et tout restant de nourriture non « casher LePessah » qui n'ont pas été vus doivent être vendus à un non-Juif ou brûlés dans un Biour. On y procède dans son jardin ou sa cour à l'échelle domestique ou bien collectivement dans la rue, en Israël et autres lieux publics ou privés autorisés.